# 白马寺印度风格佛殿
白马寺印度风格佛殿位于河南省洛阳市白马寺西侧，该佛殿由印度政府提供5000万卢比的资金支持，并由印度的设计人员设计，同时也是印度政府在世界上捐建的第一座佛殿，白马寺印度风格佛殿坐西面东，东西长100米，南北宽60米，建筑面积约为3450平方米，佛殿的主体建筑高约30米，里面供奉一尊高达4.5米的释迦牟尼坐像。

## 历史

### 渊源
洛阳白马寺和印度有着深厚的渊源，东汉永平七年(公元64年)，古印度高僧摄摩腾和竺法兰应汉明帝邀请来到当时的国都洛阳传播佛教文化。并在次年为他们修建了僧院，即今天的白马寺。到了现代，印度政要多次拜访白马寺，2003年6月，时任印度总理的瓦杰帕伊的到访为白马寺印度佛殿的成立埋下了伏笔，瓦杰帕伊受白马寺泰国风格佛殿的启发，产生了在白马寺建设一座印度佛殿的念头。

### 确定修建
在印度总理产生修建印度佛殿的设想后，经过洛阳市地方政府与印度驻华使馆多次洽谈，最终形成了《关于印度在中国洛阳白马寺西侧建设印度风格佛殿的洽谈》的文件， 2005年4月9日至12日，中国国务院总理应邀访问印度，在访问期间，中国总理和印度总理辛格签订了《印度在中国洛阳白马寺院西侧建造印度风格佛殿的备忘录》。
2006年4月26日，在白马寺举行了印度佛殿施工奠基仪式，2007年7月2日，由印度政府提供的印度风格佛殿内外部装饰需用的装了28个集装箱的石材运抵施工现场。2010年5月29日，印度风格佛殿正式落成，印度总统帕蒂尔于当日参加了落成仪式，少林寺方丈释永信也为印度风格佛殿开光。

## 建筑艺术和文化
印度风格佛殿建筑艺术独特，主体建筑高大如山，外环围合，雕刻精美，其建筑设计创作理念既坚持传统的佛教教义的同时还立足时代、务实创新。印度风格佛殿的空间形态、材料质地、雕刻艺术以及整个佛殿建筑对文化的阐述都坚持佛教建筑的历史传统。同时，又考虑当代社会对崇奉、观光等方面的需求，所以增设了展览中心等。
设计人员对印度风格佛殿建筑追求的目标是其建筑艺术魅力的永久性和建筑文化的经典性。佛殿设计遵从阿育王时期印度桑奇窣堵波的艺术风格，所以两者的风格比例相近。印度佛殿建筑中的穹顶是圆形“天国”的隐喻形象，即展现了古人“天圆地方”的世界观。

## 图库
- 佛殿殿檐
- 殿内雕刻
- 殿内雕刻
- 殿柱雕刻